# 미나 (드라마)
《미나》는 2001년 11월 5일부터 2001년 12월 24일까지 방영된 한국방송공사 월화 미니시리즈이다.

## 기획 의도
쌍둥이로 태어난 뒤, 어린 나이에 헤어져 한명은 톱가수로 또 한명은 어려운 형편의 내레이터 모델로 엇갈린 길을 걸어가는 두 자매의 인생유전을 그리는 드라마 작품이다.

## 줄거리
부잣집으로 입양된 ‘미나’는 현재 인기차트 1위를 달리고 있는 인기 댄스가수. 천부적인 가창력을 지닌 그녀는 대기업 회장의 아들인 태훈에게 접근, 그로부터 프로포즈를 받는다. 인생의 최고 정점에 올라 있는 시점에 그녀는 갑작스런 교통사고로 심한 화상을 입어 한 순간에 모든 것을 잃고 외국으로 도피한다.
다급해진 기획사는 미나의 쌍둥이 자매 '수련'이 있다는 사실을 알게 되고, 미나의 매니저 준서는 수련에게 미나의 대역 가수가 돼 줄 것을 요청한다. 엄마의 수술비와 동생 수영의 합의금 마련이 급한 수련은 준서의 제안을 받아들인다. 준서는 수련을 미나인 것처럼 꾸며 무대에 내세우고 수련은 점점 미나의 삶에 적응해간다.
그리고 몇 년 후, 미나는 성형수술을 마치고 다시 한국을 찾지만, 화려했던 자신의 자리는 이미 쌍둥이 동생 수련에게 넘어간 상태. 미나는 어디에도 설 자리가 없다는 것을 느끼고 자신의 힘으로 신인 가수에 데뷔하겠다며 오디션을 보러 다닌다. 수련은 미나와 맞닥뜨리면서 드디어 미나의 존재를 알게되고 불안과 두려움에 떨고, 수련을 사랑하게 된 준서는 수련에게 모든 것을 다 버리고 자신과 함께 살자고 한다.
수련은 가짜 미나 행세를 하지만 원래 미나처럼 프로답지 못한 모습을 보여주고, 태훈은 미나의 모습을 한 수련에게 점점 실망한다. 수련을 의심하기 시작하는 태훈은 우연히 마주친 미나에게서 묘한 일체감을 느낀다. 그 모습을 본 수련이 미나의 뺨을 때리자 미나는 수련의 정체를 알리기 위해 수련의 사진을 태훈에게 보낸다.
보육원에 간 미나는 자신과 수련이 일란성 쌍둥이 자매라는 사실을 알게 된다. 준서는 태훈에게 집착하는 수련에게 언제까지 태훈을 속일 수는 없으며, 태훈과 결혼하면 불행해질 것이라며 수련을 설득한다. 미나가 자신의 쌍둥이 언니라는 사실을 모르는 수련은 미나 때문에 태훈이 자신에게서 멀어졌다며 미나를 원망한다.
수련의 뒤를 밟던 수련의 가족은 수련이 미나의 모습으로 둔갑한 것을 알게 되고, 수련의 어머니 춘자는 자신이 고아원에서 자라던 쌍둥이 자매 중 한 명을 입양해 키웠다며 수련의 출생의 비밀을 알려준다. 모든 것이 발각된 수련은 스스로 은퇴를 선언하고 고별콘서트를 연다. 수련의 반성으로 자매는 화해하고, 준서는 교통사고로 사망한다. 미나는 작곡 공부를 하러 프랑스로 유학을 떠난다.

## 등장 인물
- 채정안 : 김수련/박미나 역 - 부잣집으로 입양된 인기가수(박미나), 미나의 쌍둥이 동생(김수련)
- 김사랑 : 박미나 역 - 성형수술로 얼굴이 달라진 미나
- 안재모 : 강준서 역 - 미나(수련)의 매니저
- 김승수 : 정태훈 역 - 미나의 약혼남
- 한진희 : 김금복 역 - 수련 부, 제비
- 한혜숙 : 춘자 역 - 수련 모, 파출부
- 이창훈 : 공 부장 역 - 연예 매니지먼트사에서 삼류가수들을 관리하는 인물
- 백일섭 : 태훈 부 역 - 대기업 회장
- 김민정 : 태훈 모 역
- 차주옥 : 빨간구두 역
- 윤지헌 : 김수진 역
- 최상학 : 김수영 역 - 수련의 동생
- 오지혜 : 연희 역
- 강이슬 : 진주 역
- 홍용락 : PD 역
- 신아 : 하윤수 역 - 수련의 단짝 친구, 트랜스젠더
- 김영기
- 백준기
- 박진성
- 김지은
- 이동준

## 참고 사항
- <가을동화> 이후 이어진 월화드라마의 슬럼프를 만회하기 위해 KBS 월화 미니시리즈 사상 처음으로 외주제작(영상천국)하여 화제가 됐는데[2] <남편의 여자>, <백색 미로>에 이어 KBS에서 방영된 세 번째 외주제작 미니시리즈였으며 담당 PD 김재순(전 SBS 제작위원)은 '영상천국' 대표이사였다.
- 한혜숙은 해당 드라마로 1년 7개월 만에 복귀하였는데, 데뷔 이래 처음으로 망가지는 역을 맡았다.[3]
- 한동안 연극에만 전념해온 이창훈은 해당 드라마로 정극에 첫 출연하였다.[1]
- 홍용락 동아방송대 방송극작과 교수가 부장급 쇼 PD로 등장하였는데, 방송 PD가 드라마에서 카메오로 출연한 적은 있었지만 이처럼 고정배역을 맡아 연기자로 변신한 경우는 처음이었다.[4]
- 하윤수 역을 통해 국내 제작 드라마 사상 최초로 트랜스젠더에 관련된 이야기를 다루었다.[5]
- 극 중 가수로 출연 중인 채정안이 자신의 3집 앨범 수록곡을 드라마에서 그대로 부르는 장면이 여러 번 삽입되어 공영방송으로서 납득할 수 없는 간접광고라는 비판을 받았다.[6]
- 젊은이들의 사랑과 야망을 주제로 내세우는 차별화 전략을 꾀했으나, 순정만화에서나 볼 법한 작위적인 줄거리, 어설픈 주인공들의 연기 등의 이유로 5% 내외의 시청률을 기록하며 기대 이하의 성적에 그쳤다.[7]
- 담당 PD 김재순은 해당 작품 이후 한중합작 드라마 <아름다운 나비>[8] 외엔 연출 활동이 뜸해졌는데, 이 작품은 방송사를 결정짓지 못해 한국 방영이 무산되기도 했다.[9]

## 특이사항
- 2001년 12월 24일 - 9시 20분부터 15~16회(최종회) 연속 편성됐으며 2TV 일일드라마 《여자는 왜?》결방